# Melanie Clark Pullen
Melanie Clark Pullen (2 de julho de 1975 - 29 de março de 2022) foi uma atriz, produtora de cinema e escritora irlandesa.
Nascida e criado na Irlanda, Clark Pullen frequentou a Newpark Comprehensive School e depois estudou teatro no Trinity College, em Dublin. Pouco depois de se formar, em junho de 1997, ela foi escalada para seu papel mais notável como Mary Flaherty na novela da BBC EastEnders. Interpretando o parente há muito perdido de Pauline Fowler (Wendy Richard), Clark Pullen permaneceu no papel por 18 meses até sua partida no início de 1999.
Depois de Albert Square, ela apareceu no drama de fantasia de grande orçamento da ITV, Lady Audley's Secret, estrelou A Dinner of Herbs, de Catherine Cookson, e apareceu ao lado de Sir Richard Attenborough e Jenny Agutter no remake do clássico The Railway Children, tudo em 2000. Outros créditos incluem Doctors (2000), The League of Gentlemen's Apocalypse (2005) e The Clinic (2006).
No palco, Clark Pullen estrelou como Mariane em Tartuffe no Lyttelton Theatre em 2002; apareceu como Perdita em The Winter's Tale, de Shakespeare, na produção de 2001 no National Theatre; e co-escreveu e estrelou em Missing Stars no Finborough Theatre em 2001.